# Попов, Андрей Иванович (Герой Советского Союза)
Андрей Иванович Попов (1923—1944) — советский военный лётчик-ас, имеющий на своем боевом счету 19 воздушных побед, участник Великой Отечественной войны, Герой Советского Союза (1944). Гвардии старший лейтенант.

## Биография
Родился 22 января 1923 года в селе Чуево-Алабушка Борисоглебского уезда Тамбовской губернии РСФСР СССР (ныне село Уваровского района Тамбовской области Российской Федерации) в крестьянской семье. Русский. В начале 1930-х годов семья Поповых часто переезжала с места на место. В это время окончил 7 классов начальной школы села Чуево-Алабушка. К середине 1939 года семья окончательно переезжает на новое место жительства — в деревню Лызлово Рузского района Московской области. Учился в Колюбакинской средней школе с 1939 по 1940 год. С 1939 года — член ВЛКСМ.
В 1940 — 1941 годах учился в Ногинском аэроклубе. В мае 1941 года закончил обучение. Выпускные экзамены сданы им на «отлично». По распоряжению специальной государственной комиссии, принимавшей экзамены, в числе первых выпускников направлен для дальнейшего обучения лётному делу в Качинское высшее военное авиационное училище лётчиков. Военную присягу принял в мае 1941 года. В июле 1942 года выпускные экзамены сданы им на «хорошо» и «отлично», присвоено звание «сержант», направлен в истребительную авиацию. В октябре 1942 года прибыл в 8-й запасной истребительный авиаполк в посёлке Багай-Барановка Саратовской области. Зачислен в 653-й истребительный авиационный полк 274-й истребительной авиационной дивизии 1-го истребительного авиационного корпуса 3-й воздушной армии на Калининском фронте на должность младшего лётчика (пилота).
В боях с 23 октября 1942 года. В годы войны воевал на самолётах Як-1, Як-7 и Як-9Д. На Калининском фронте участвовал в Ржевско-Сычёвской и Великолукской операциях. Совершил 12 боевых вылетов, из которых 8 — на сопровождение штурмовиков.
В феврале 1943 года 3-я воздушная армия действовала на Северо-Западном фронте, участвовала в Демянской наступательной и Старорусской операциях. 27 февраля 1943 года в районе деревни Краснодубье Торопецкого района Калининской области сбил свой первый вражеский самолёт ФВ-190. Всего за два месяца боёв на Северо-Западном фронте в составе 875-го истребительного авиационного полка произвёл 18 боевых вылетов, участвовал в восьми воздушных боях и сбил 4 немецких истребителя (1 ФВ-190 и 3 Ме-109).
В апреле 1943 года прошёл переаттестацию и, получив звание лейтенанта, был переведён на должность старшего лётчика в 65-й гвардейский истребительный авиационный полк 4-й гвардейской авиационной дивизии 1-го гвардейского истребительного авиационного корпуса, который находился в резерве Ставки Верховного Главнокомандования. 9 мая 1943 года корпус был включён в состав 15-й воздушной армии Брянского фронта. С 5 июля 1943 года участвовал в боях на северном фасе Курской дуги, обеспечивая прикрытие с воздуха 3-й гвардейской танковой армии. Характеризуя старшего лётчика А. Попова, командир полка подполковник М. Н. Зворыгин писал:

Товарищ Попов является смелым лётчиком и отличным воздушным бойцом… В воздушных боях проявляет исключительное мужество и отвагу.
— Архив ЦАМО, ф. 33, оп. 686044, д. 346
12 июля 1943 года, будучи в составе группы из 6 истребителей, участвовал в бою с 50 самолётами противника различных типов, в ходе которого лично сбил два ФВ-190. 14 июля 1944 года в одиночку вступил в бой с 4 «Сорокопутами», и сбив один из них, вынудил остальные спасаться бегством. В ходе Орловской и Брянской операций совершил 39 боевых вылетов. Из них 20 вылетов произвёл на сопровождение штурмовиков и бомбардировщиков, не имея среди них ни одной потери от истребителей противника. В 12 воздушных боях на Брянском фронте сбил 5 немецких истребителей ФВ-190.
В начале октября 1943 года 1-й гвардейский истребительный авиационный корпус, в котором он служил, был выведен в тыл для отдыха и пополнения. 4 ноября 1943 года включён в состав 3-й воздушной армии 1-го Прибалтийского фронта. В декабре 1943 года принимал участие в Городокской операции. К концу года произведён в старшие лейтенанты и назначен заместителем командира 2-й эскадрильи. К 23 июня 1944 года на его личном счету: около 200 боевых вылетов, воздушных боев около 50, уничтоженных самолётов противника (подтвержденных). За образцовое выполнение боевых заданий командования на фронте борьбы с немецкими захватчиками и проявленные при этом отвагу и геройство гвардии старшему лейтенанту Попову Андрею Ивановичу указом Президиума Верховного Совета СССР от 13 апреля 1944 года было присвоено звание Героя Советского Союза.
В феврале — марте 1944 года участвовал в боях на Витебском направлении. В конце Витебской наступательной операции 1-й гвардейский истребительный авиационный корпус был выведен в резерв. В июне 1944 года включён в состав 1-й воздушной армии 3-го Белорусского фронта и начал подготовку к операции «Багратион». В рамках Белорусской стратегической операции участвовал в Витебско-Оршанской операции.
23 июня 1944 года вылетел в составе группы на разведку и блокировку аэродромов противника — Докудово, Крупки, Ломское (Минская область, Крупский район, республика Беларусь). С боевого задания не вернулся. Обстоятельства гибели А. И. Попова точно неизвестны. В учётных документах числится пропавшим без вести.
К моменту своего последнего вылета совершил около 200 боевых вылетов, провёл около 50 воздушных боёв, сбил лично 19 самолётов противника.

## Награды
- Медаль «Золотая Звезда» (13.04.1944);
- орден Ленина (13.04.1944);
- два ордена Красного Знамени (17.03.1943; 21.07.1943);
- орден Отечественной войны 1-й степени (16.01.1944);
- медали.

## Память
Его именем названа главная улица в поселке Колюбакино Рузского района Московской области и с гордостью носит Колюбакинская средняя образовательная школа, в ней создан и пополняется музей имени героя.
Памятная доска и краеведческий музей в средней общеобразовательной школе п. Чуево-Алабушка Уваровского района Тамбовской области, одна из улиц поселка носит его имя.
На центральной площади города-героя Минск, среди героев, павших за освобождение Белоруссии есть его имя, так же как и на Поклонной горе в «Зале Славы» в городе-герое Москве.